# Буляк (Актанышский район)
Буляк (тат. Бүләк) — деревня в Актанышском районе Татарстана. Входит в состав Татарско-Ямалинского сельского поселения.

## География
Находится на краю болотного массива Кулягаш и проектной зоны затопления Нижнекамского водохранилища. По окраине деревни проходит автодорога Татарские Ямалы — Актаныш, от которой у деревни отходит дорога на Поисево (к М7).

## История
В XIX веке существовала деревня Семиострова (на тат. — Өшәр), окруженный густыми и богатами лесами, а также болотами. В связи с чем места пахоты были неплодородными и урожайности почти не было. Численность населения была большая. В нескольких километрах от деревни были расположены поля и луга, где земля была благородная, а условия хорошие. Таким образом, в 1935 году жители Семиострова стали переселяться в эти края, строить новые дома. Подумав, что широко распахнутые земли подарены им Богом, они решают назвать её деревней Буляк, что на татарском означает «подарок».

## Население
Население деревни — 160 человек (2002). Проживают в основном татары.

## Инфраструктура
В деревне имеются продуктовый магазин и начальная школа.